# Chute du mur de Berlin
Pour un article plus général, voir Chute des régimes communistes en Europe.
La chute du mur de Berlin a lieu dans la nuit du 9 novembre 1989 lorsque des Berlinois de l'Est, avertis par les médias ouest-allemands de la décision des autorités est-allemandes de ne plus soumettre le passage en Allemagne de l'Ouest (RFA) à une autorisation préalable donnée au compte-gouttes, forcent sans violence l'ouverture des points de passage aménagés entre Berlin-Est et Berlin-Ouest. Les premières destructions physiques du Mur commencent cette nuit même. Les Berlinois de l'Est se répandent par milliers dans Berlin-Ouest, dont l'accès leur a été interdit pendant près de trente ans, depuis l'édification du Mur dans la nuit du 12 au 13 août 1961, sauf à disposer d'autorisations très rares. Cela donne lieu à des scènes de fraternité avec leurs tout aussi nombreux homologues de la partie ouest, et à un fameux concert improvisé du violoncelliste Mstislav Rostropovitch devant un pan du mur.
Cette chute est le résultat des manifestations contre le régime et de la reprise d'une émigration massive affectant la RDA les mois précédents, des décisions prises ce jour-là par les dirigeants est-allemands et de la mobilisation spontanée des habitants de Berlin-Est. L'ouverture du Mur est le symbole par excellence de la chute des régimes communistes en Europe de l'Est en 1989 et de la fin de la guerre froide entre les blocs de l'Est et de l'Ouest.
Cet évènement est une étape symbolique et capitale de cette période de l'histoire récente de l'Allemagne, le plus souvent appelée die Wende (« le tournant ») ou die friedliche Revolution (la révolution pacifique), rendue possible par la nouvelle politique de l'URSS vis-à-vis des pays de l'Est instaurée par Mikhaïl Gorbatchev depuis 1985 et qui aboutit à la réunification de l'Allemagne le 3 octobre 1990.

## Changements profonds à l'origine de la chute du Mur
Pour un article plus général, voir Chute des régimes communistes en Europe.
La chute du Mur est rendue possible par une succession d'évènements dans les républiques populaires de Pologne et de Hongrie, par la montée de la contestation en RDA même, et surtout par la politique menée en Union soviétique par Mikhaïl Gorbatchev qui renonce à la doctrine Brejnev et donc à l'usage de la force pour maintenir les États communistes satellites d'Europe de l'Est dans le giron soviétique.

### Fin de la doctrine Brejnev et soutien aux réformes politiques et économiques en Europe de l'Est
Comme ses prédécesseurs, Gorbatchev recherche à la fois la stabilité et la viabilité des pays du bloc de l'Europe de l'Est. Il ne croit pas que ce double objectif puisse être atteint sans de profonds changements, comparables à la Perestroïka qu'il met en œuvre en Union soviétique. Certains dirigeants vétérans de l'Europe de l'Est craignent que les réformes prônées ne provoquent des pressions potentiellement incontrôlables en faveur du changement en Europe de l'Est. Depuis le début des années Khrouchtchev, aucun changement de politique en Union soviétique n’a eu un impact aussi profond sur l’Europe de l’Est que celui impulsé par Gorbatchev. La nouvelle ligne à Moscou ainsi que de graves problèmes économiques internes ouvrent une ère d'incertitude considérable pour les dirigeants d'Europe de l'Est,.

#### Stabilité du glacis est-européen et relations internationales
En plusieurs occasions, Gorbatchev affiche très clairement son rejet de la doctrine Brejnev. Quelques mois après son arrivée au pouvoir, Gorbatchev dit aux dirigeants du pacte de Varsovie réunis le 21 novembre 1985 : « Ne comptez plus sur nos chars pour préserver vos régimes et vous maintenir en poste. ». Autre exemple, la déclaration commune publiée à l'issue d'un sommet bilatéral avec la Yougoslavie en mars 1988 affirme que les deux États veulent observer strictement les principes de la Charte des Nations unies et de l'Acte final d'Helsinki qui interdisent « toute forme de menace ou d'emploi de la force et d'ingérence dans les affaires intérieures d'autres pays, sous quelque prétexte que ce soit ».
Lors du discours qu'il prononce le 7 décembre 1988 à l’Assemblée générale de l’ONU, M. Gorbatchev annonce des réductions importantes des troupes soviétiques en Europe et affirme que « l'usage de la force ne peut plus constituer un instrument de la politique étrangère, (…) et que le principe du libre choix est (…) un principe universel qui ne devrait souffrir aucune exception ». Cette déclaration enterre définitivement la doctrine Brejnev. Cette ligne politique est réaffirmée avec force par Gorbatchev le 6 juillet 1989 à l'occasion de son discours devant le Conseil de l'Europe, et le 7 juillet lors du sommet des dirigeants du pacte de Varsovie.
| Pays            | 1971- 1975 | 1976- 1980 | 1981- 1985 |
| --------------- | ---------- | ---------- | ---------- |
| Bulgarie        | 4,7        | 1,0        | 0,8        |
| RDA             | 3,5        | 2,3        | 1,7        |
| Tchécoslovaquie | 3,4        | 2,2        | 1,1        |
| Hongrie         | 3,3        | 2,0        | 0,7        |
| Pologne         | 6,5        | 0,7        | 0,6        |
| Roumanie        | 6,7        | 3,9        | 1,8        |

#### Viabilité économique des pays de l'Est
Lorsque Gorbatchev prend la tête de l'Union soviétique en 1985, le bloc de l'Est a subi près d’une décennie de déclin économique et de stagnation. La crise financière régionale du début des années 1980 marque la fin d'une ère de détente économique Est-Ouest : le commerce avec l'Ouest a fortement diminué, les nouveaux crédits se sont raréfiés et plusieurs régimes de l'Europe de l'Est ont été contraints d'entrer en négociations de refinancement approfondies avec les créanciers occidentaux. Ces renversements ont de lourdes conséquences sur le niveau de vie. Gorbatchev incite les démocraties populaires d'Europe de l'Est à conduire les réformes indispensables pour relancer des économies en crise,.

#### Sclérose et affaiblissement politiques des régimes communistes
L'immobilisme des dirigeants des pays d'Europe de l'Est contribue aux difficultés économiques et au mécontentement croissant de la population. En 1987, la moyenne d'âge des six principaux chefs de parti communiste dépasse largement 70 ans et leur mandat moyen dépasse les vingt ans. Le malaise politique a aussi été accru par une longue période d'affaiblissement du pouvoir soviétique. L'érosion de la force d'attraction du marxisme-léninisme se traduit par la résurgence de la conscience nationale sur laquelle certains dirigeants cherchent à s'appuyer : en RDA, Erich Honecker revendique l'héritage de Martin Luther ou de Frédéric le Grand en qui il voit des précurseurs de l'État est-allemand,.

### Fragilisation du pouvoir est-allemand résultant des changements en URSS, Pologne et Hongrie
En octobre 1989, Honecker et le parti communiste au pouvoir en RDA, sous le nom de Parti socialiste unifié d’Allemagne (en allemand : Sozialistische Einheitspartei Deutschlands, SED), refusent toujours d'engager des réformes malgré les pressions soviétiques et l'effondrement du régime communiste en Pologne et en Hongrie.

#### Relations difficiles entre l'URSS et la RDA

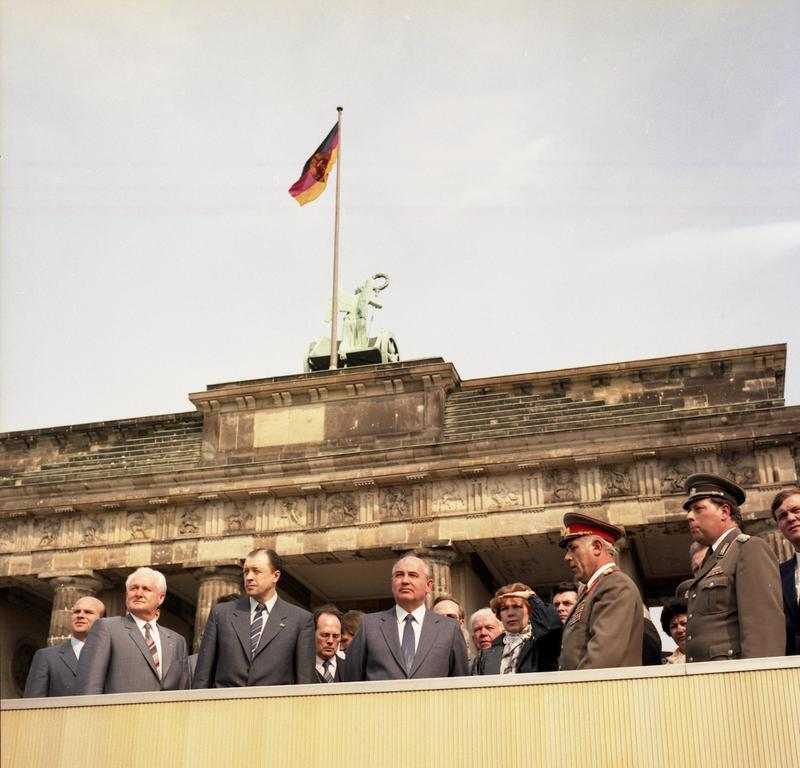
Gorbatchev en visite sur le Mur le 16 avril 1986.

Les relations entre Gorbatchev et Honecker sont mauvaises dès le début. Malgré l'insistance du Kremlin, Honecker refuse d'engager son pays sur la voie des réformes politiques et économiques. Il considère que la situation économique de la RDA est bien meilleure que celle de la Pologne et de la Hongrie. Le 2 décembre 1988, lors du congrès du Parti socialiste unifié d’Allemagne (SED), le nom du parti communiste en RDA, Honecker réaffirme son refus des réformes voulues par Gorbatchev. Par ailleurs, le Kremlin est secrètement en contact depuis 1987 avec Hans Modrow et d'autres dirigeants du SED qui veulent le départ d'Honecker.
La situation est également compliquée par la nécessité pour Gorbatchev de nouer des liens forts avec la RFA en vue d’obtenir l’aide économique dont l'URSS a tant besoin, et l'appui de Bonn à sa vision de l'avenir de l'Europe. Ainsi, lorsqu'il rencontre Kohl le 28 octobre 1988, pour lui plaire, Gorbatchev parle d'une Allemagne réunifiée, ce qui ne peut manquer d'alarmer Honecker. En juin 1989, la visite de Gorbatchev en RFA est un grand succès populaire, à tel point que les journalistes parlent de « gorbymania ». La déclaration conjointe publiée à l'issue du sommet fait prendre conscience en RDA que la RFA est désormais appelée à devenir le principal partenaire de l’URSS dans la construction de la nouvelle Europe,,.

#### Solidarność au pouvoir en Pologne

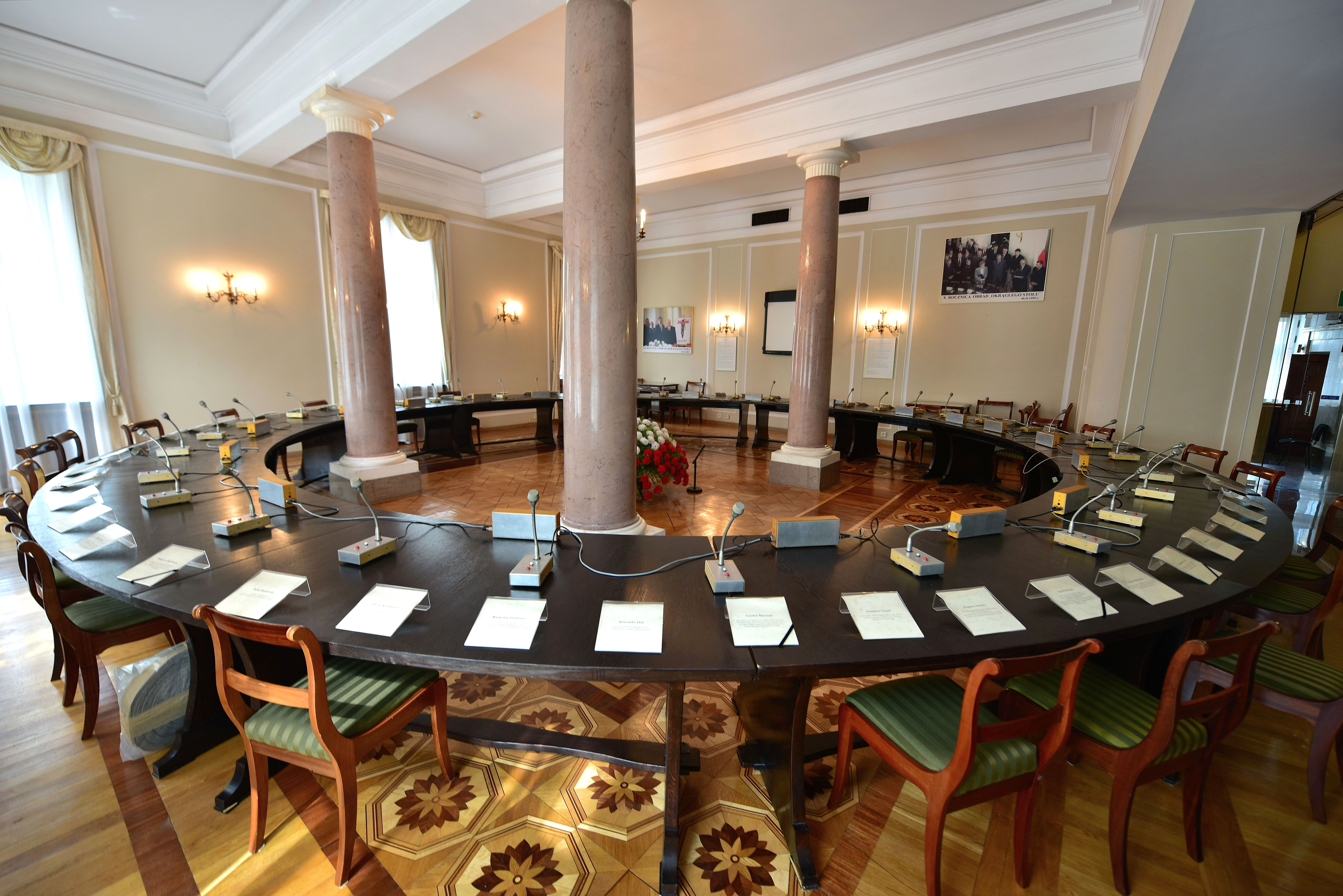
La « table ronde » conservée dans le palais présidentiel à Varsovie.

Début 1989, la Pologne est plongée dans une grave crise économique. Au pouvoir depuis 1981, sous la pression des grèves et conscient que Moscou n'interviendra pas, le général Jaruzelski accepte finalement de négocier avec l'opposition. Ces discussions, dites de la « Table ronde », se tiennent du 6 février au 5 avril 1989. Elles aboutissent à légaliser de nouveau Solidarność et à organiser des élections semi-libres, qui réservent une part des sièges au Parti communiste.
Lors des élections des 4 et 18 juin, les candidats de Solidarność remportent 160 des 161 sièges au Sejm pour lesquels ils pouvaient se présenter et 92 des 100 sièges du Sénat polonais. En outre, de nombreux dirigeants du parti communiste, le POUP, ne réussissent pas à obtenir suffisamment de voix pour être élus au parlement qu'ils contrôlaient depuis quatre décennies. Pour éviter une répression semblable à celle de 1981, Lech Wałęsa persuade sa coalition de laisser à Jaruzelski la présidence de la République, instaurant ainsi un partage du pouvoir qui assure in fine la victoire de Solidarność. En août, Tadeusz Mazowiecki, membre de Solidarność, devient Premier ministre de Pologne. La Pologne tourne le dos à l'ère communiste et entame son intégration européenne,.

#### Fin du régime communiste en Hongrie

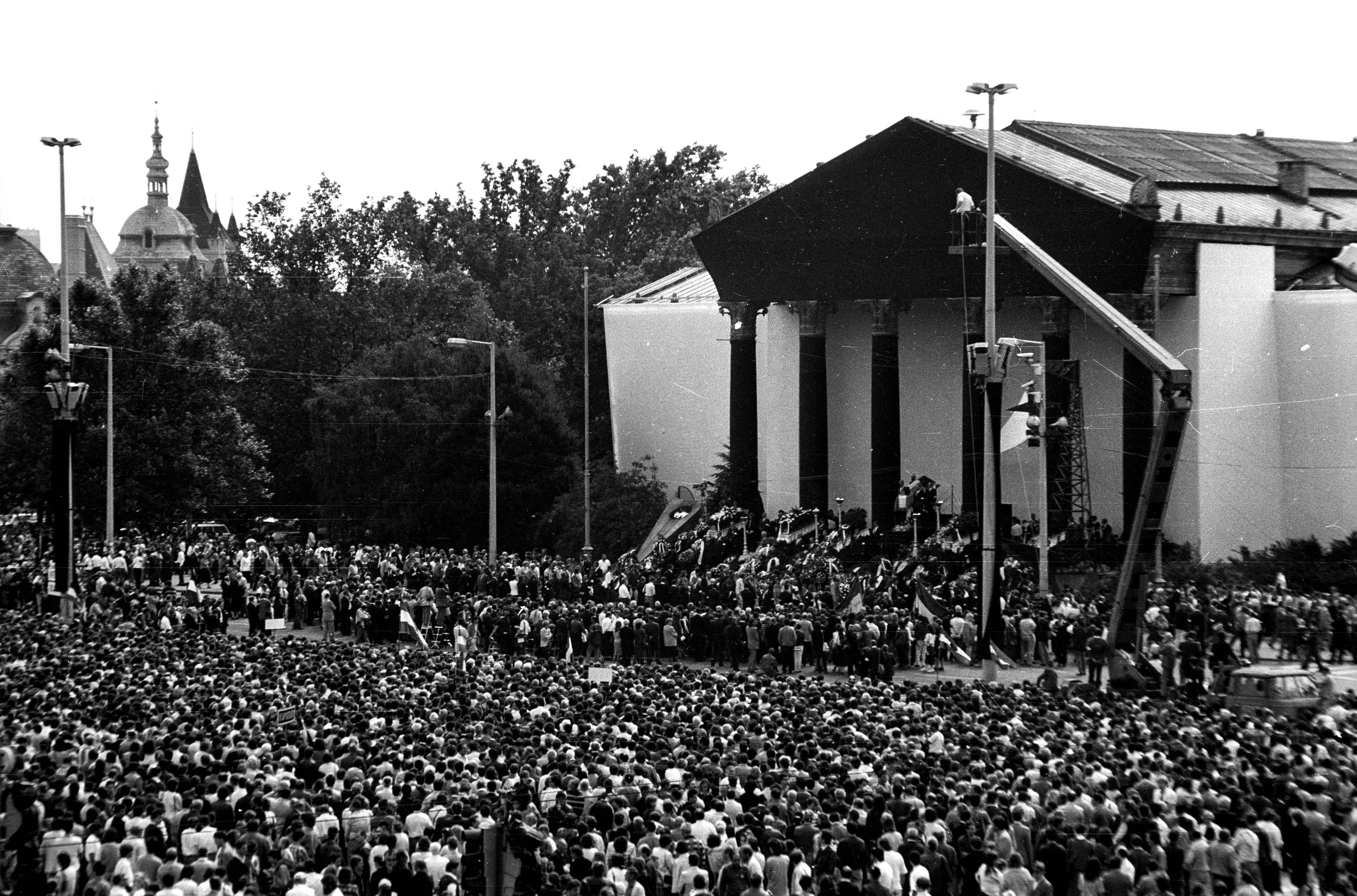
Réinhumation solennelle d'Imre Nagy le 16 juin 1989 sur la place des Héros en présence de centaines de milliers de personnes.

La Hongrie entame début 1989 la mutation de son régime politique à parti unique vers une démocratie multipartite. Le 11 janvier 1989, la Hongrie introduit les premières réformes politiques l'engageant vers le multipartisme : le Parlement hongrois vote en faveur de la liberté d'association et de réunion, une étape importante dans la formation d'organisations et de partis politiques indépendants. Réuni à huis clos les 10 et 11 février 1989, le Comité central du Parti socialiste ouvrier hongrois (MSzMP) accepte le principe d'une transition vers le multipartisme, assortie de conditions et sur un calendrier de plusieurs années ; en outre, le comité reconnaît l'insurrection de 1956 comme un soulèvement national, rompant avec la ligne officielle du Parti. Le 22 mars, les partis d'opposition, naissants et peu structurés, décident d'établir une « table ronde d'opposition » de manière à former un front uni face au parti communiste (MSzMP). Le gouvernement hongrois et les représentants de l'opposition concluent un accord le 19 septembre pour mettre en place un système multipartite et organiser des élections libres en 1990. Le 7 octobre 1989, le Parti socialiste ouvrier hongrois s'auto-dissout. La Troisième République hongroise est proclamée le 23 octobre, jour anniversaire de l'insurrection de Budapest en 1956. La Hongrie tourne le dos à l'ère communiste et entame son intégration européenne,,.

### Fragilisation interne du pouvoir est-allemand
Dans les premiers mois de 1989, de nombreux signes traduisent la nervosité d’un régime qui commence à ne plus maîtriser les évolutions intérieures. Seule institution disposant d'une réelle autonomie au sein de la société est-allemande, les Églises évangéliques qui ont longtemps joué la carte du dialogue avec le régime communiste, jouent de plus en plus un rôle de sanctuaire pour les groupes alternatifs qui bénéficient ainsi d'une protection sans laquelle leurs activités auraient sans doute connu une fin rapide. Dans le courant de l'été, les Églises critiquent de plus en plus ouvertement les dirigeants de Berlin-Est, les accusant de pousser la population à la résignation et au désespoir par l’incapacité à proposer des réformes. Les manifestations, encore rares et fermement réprimées, laissent éclater parfois la rancœur des habitants,.
Bien que la situation économique du pays soit moins dégradée qu'en Pologne ou d'autres pays « frères », les tensions sociales montent et surtout le manque de liberté et les préoccupations environnementales donnent naissance à de nombreuses organisations citoyennes,.
Les médias occidentaux jouent aussi un rôle important. La RDA est un petit pays de 108 333 km2 où la plupart de ses habitants peuvent recevoir les émissions de radio et de télévision ouest-allemandes, malgré les moyens techniques mis en œuvre pour empêcher leur réception. C’est donc sous une perfusion médiatique massive et quotidienne que, durant plusieurs décennies, l’esprit des Allemands de l’Est est façonné depuis l’Ouest, montrant les disparités de niveau de vie, provoquant un rejet de plus en plus marqué du marxisme-léninisme et surtout du manque de liberté,. À partir de septembre 1989, en voyant à la télévision ouest-allemande que des manifestations ont lieu dans d’autres villes ou régions, les manifestants d’une ville donnée comprennent qu’ils ne sont pas seuls et que les autres manifestent pour la même cause. C’est ainsi que, transportée de la sorte dans l’espace public, la « révolution pacifique » fait tomber le Mur.
Les Allemands de l'Est ont aussi la possibilité d'effectuer des « visites pour affaires familiales » en RFA qui leur permettent de voir par eux-mêmes comment vivent les Allemands de l'Ouest et renforcent le sentiment d'appartenance à la nation allemande. En 1987, plus de 5 millions de visites ont eu lieu en RFA et à Berlin-Ouest.
Pour autant, Honecker semble ignorer la cascade d'évènements qui bouleversent le monde communiste et déclare le 18 janvier 1989 que « le Mur existera encore dans 50 et même dans 100 ans ». Le pouvoir a encore la capacité à organiser des manifestations de masse : le traditionnel défilé du 1er mai rassemble 700 000 personnes à Berlin-Est. Le SED compte environ 2,3 millions de membres, chiffre élevé et stable dont les dirigeants s'auto-félicitent.
Lors des élections municipales du 7 mai 1989 à Berlin-Est, des groupes de citoyens indépendants mettent en évidence que le SED a falsifié les résultats, jetant ainsi le discrédit sur le parti au pouvoir. Des manifestations contre la fraude électorale se répètent le 7 de chaque mois à Berlin-Est et dans plusieurs villes du pays. Le 4 septembre 1989 a lieu la première des « manifestations du lundi » à Leipzig en RDA : après la prière hebdomadaire du lundi pour la paix dans la Nikolaikirche, quelque 1 200 personnes manifestent en scandant « Nous voulons sortir ! », la police disperse les manifestants,.
Quelques activistes fondent le 9 septembre 1989 « Neues Forum », le « Nouveau Forum », qui devient rapidement le mouvement civique d'opposition le plus important. Son manifeste « Aufbruch 89 » appelle à des réformes démocratiques.

## Reprise de l'émigration des Allemands de l'Est en 1989
Empêcher l'émigration massive de sa population est une condition essentielle de survie du pouvoir est-allemand, à l'origine de la construction du mur de Berlin en 1961. Elle reste modérée en 1987 avec dix-neuf mille migrants de RDA en RFA (en allemand : Übersiedler), mais croît de façon préoccupante en 1988 avec quarante mille sorties. Cette hausse du nombre de réfugiés s'accélère dans les premiers mois de 1989. Durant les quatre premiers mois de l'année, leur nombre est trois fois supérieur à ce qu'il était en 1988. En août 1989, il est de vingt-et-un mille, puis en septembre, de trente-trois mille ; en octobre, il atteint cinquante-sept mille.
| Année     | TOTAL     | Réfugiés légaux | Transfuges (via pays tiers, etc.) | Fugitifs (franchissant le Mur ou le rideau de fer) | Réfugiés politiques |
| --------- | --------- | --------------- | --------------------------------- | -------------------------------------------------- | ------------------- |
| 1950-1961 | 2 609 321 |                 |                                   |                                                    |                     |
| 1961      | 52 324    | 700             | 43 117                            | 8 507                                              | 0                   |
| 1987      | 18 958    | 11 459          | 5 964                             | 288                                                | 1 247               |
| 1988      | 39 832    | 29 033          | 9 115                             | 590                                                | 1 094               |
| 1989      | 343 854   |                 |                                   |                                                    |                     |

Deux nouvelles voies d'émigration s'ouvrent durant l'été 1989 de façon inattendue via deux pays « frères », la Hongrie et la Tchécoslovaquie. Les Allemands de l'Est se mettent à quitter le pays par centaines, puis par milliers, sous prétexte de vacances en Hongrie où la frontière austro-hongroise s'ouvre, ou en Tchécoslovaquie pour chercher refuge à l'ambassade de la RFA.

### Ouverture du rideau de fer à la frontière austro-hongroise
La première brèche dans le « rideau de fer » s'ouvre au printemps 1989 à la frontière austro-hongroise.
Le 13 février 1989, la Hongrie et l'Autriche concluent un accord pour démanteler le Mur à leur frontière. Le 2 mai 1989, la Hongrie commence à démanteler les clôtures installées le long de sa frontière avec l'Autriche, une première brèche est ainsi ouverte dans le rideau de fer. La presse ouest-allemande rapporte le 18 juillet que les garde-frontières hongrois ne remettent pas systématiquement les Allemands de l'Est qui tentent de franchir la frontière entre les mains des autorités de la RDA. Selon Reuters le 17 août, 1 100 ressortissants de RDA ont gagné l'Autriche via la Hongrie depuis le début du mois d'août. Le 19 août 1989, six cents fugitifs est-allemands cherchant à gagner la RFA profitent d'un pique-nique austro-hongrois organisé sous l'égide de l'archiduc Otto de Habsbourg-Lorraine dans la petite ville frontalière de Sopron pour passer en Autriche. Fin août, des milliers d'Allemands de l'Est parmi les quelque 200 000 ayant passé leurs vacances en Hongrie, ne regagnent pas leur domicile en RDA.
Lors d'une rencontre secrète, le 25 août 1989, la RFA et la Hongrie s'accordent pour que les citoyens est-allemands puissent librement franchir la frontière austro-hongroise, en échange de l'octroi de crédits importants par la RFA,,. La Hongrie annonce publiquement sa décision le 10 septembre 1989.

### Fuite de transfuges est-allemands par l'ambassade de la RFA en Tchécoslovaquie
À partir de juin 1989, des Allemands de l'Est désireux d'émigrer en RFA rejoignent les ambassades de la RFA à Prague, Varsovie et Budapest, capitales de pays où ils peuvent se rendre sans visa de sortie. À Prague, le nombre rapidement très important de réfugiés provoque une crise politique et humanitaire d'ampleur.
Le 19 août 1989, environ 120 citoyens est-allemands sont réfugiés à l'ambassade de la RFA à Prague. Des tentes et des installations sanitaires sont installées dans le parc de l'ambassade, mais fin septembre les conditions d'accueil des quelque 4 000 réfugiés sont précaires. Dans la nuit du 30 septembre, Hans-Dietrich Genscher vient à Prague leur dire qu'un accord a été conclu avec la RDA pour qu'ils puissent légalement émigrer en RFA. Le 1er octobre 1989, un premier train spécial part pour l'Allemagne de l'Ouest, via le territoire de l'Allemagne de l'Est. L'exode continue tout au long du mois d'octobre. Selon les statistiques officielles, au 8 novembre environ 42 000 Allemands de l'Est ont fui la RDA pour la RFA en passant par la Tchécoslovaquie,,,.

## Les évènements d'octobre et de début novembre 1989
En RDA, la contestation enfle rapidement, des mouvements politiques indépendants comme « Neues Forum » naissent, Honecker est contraint à la démission, le SED ne parvient cependant pas à reprendre le contrôle de la situation mais n'ose pas faire usage de la force militaire pourtant envisagé. Malgré une tentative de reprise en main par des rénovateurs du Parti communiste, les manifestations continuent et rassemblent près d'un million de personnes au total le 4 novembre à Berlin-Est et dans les autres grandes villes de la RDA.

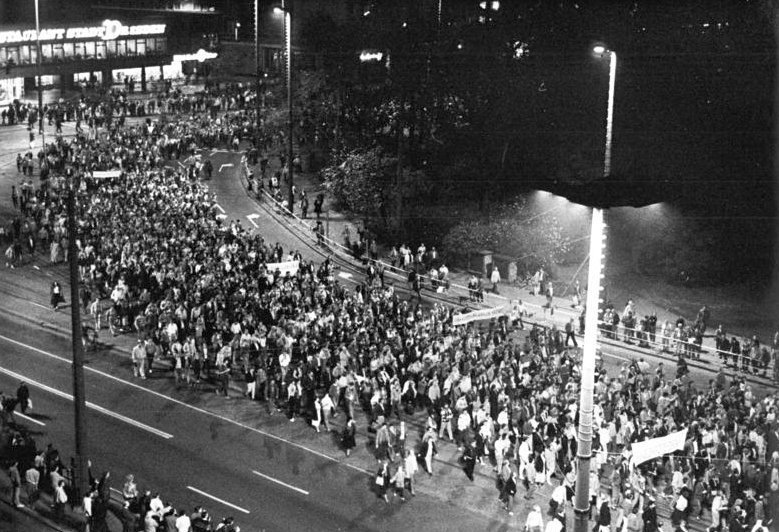
Manifestation à Leipzig, le lundi 23 octobre 1989.

L'enchainement chronologique des évènements de l'automne 1989 est le suivant :
- 4 octobre : deuxième transfert par train de 7 000 réfugiés est-allemands à l'ambassade de la RFA à Prague vers la RFA, à travers la RDA, où des heurts éclatent entre la police et des Allemands de l'Est qui essaient de monter à bord de ces trains[27].
- 7 octobre : le gouvernement est-allemand célèbre le 40e anniversaire de la RDA en présence de Mikhaïl Gorbatchev sur fond de manifestations. À Berlin-Est, les manifestants scandent: « Gorbi, Gorbi, hilf uns » (« Gorbi, Gorbi, aide-nous »). À Potsdam et à Karl-Marx-Stadt (aujourd'hui Chemnitz), les forces de l'ordre interviennent avec violence contre les manifestations. En réunion avec le Bureau politique du SED, Gorbatchev rappelle une nouvelle fois la nécessité de mener des réformes : « nous n'avons qu'un choix : aller résolument de l'avant, sinon nous serons vaincus »[42],[43].
- 9 octobre : nouvelle manifestation, la plus importante depuis le début des manifestations du lundi à Leipzig, l’effusion de sang est évitée de justesse, la police renonçant au dernier moment à intervenir malgré les ordres donnés[21]. Transmises clandestinement à l'Ouest, les images en sont diffusées le lendemain par les médias ouest-allemands, et sont donc vues par un grand nombre d'Allemands de l'Est[44].
- 16 octobre : les manifestations du lundi continuent de prendre de l'ampleur, plus de 100 000 personnes manifestent à Leipzig, exigeant que le « Neues Forum » soit autorisé, des élections libres et la liberté de voyager, une presse libre et la liberté d'expression[27].
- 18 octobre : à la tête de la RDA depuis 1971, Erich Honecker est contraint à la démission par le bureau politique du SED avec l'accord de Moscou. Egon Krenz lui succède et prononce pour la première fois le terme de Wende, qui signifie « tournant »[27].
- 23 octobre : la nomination d'Egon Krenz est très mal accueillie, trois cent mille personnes manifestent à Leipzig, des dizaines de milliers à Magdebourg, Dresde, Schwerin, Zwickau, Halle, Stralsund et Berlin, ainsi qu'à Plauen et Rostock les jours précédents, les manifestations se poursuivent les jours suivants dans plusieurs villes[27].
- 27 octobre : le gouvernement lâche du lest, il annonce une amnistie pour tous les réfugiés et les participants aux manifestations, lève l'interdiction temporaire de voyager sans passeport ni visa en Tchécoslovaquie, qui était en vigueur depuis le 3 octobre[27].
- 1er novembre : Egon Krenz a un entretien crucial avec M. Gorbatchev. Il révèle à Gorbatchev stupéfait l’ampleur de la dette extérieure de la RDA et les difficultés économiques du pays. Gorbatchev l’encourage à faire des réformes et l'assure qu'aucun des pays occidentaux ne souhaite la disparition de la RDA[13].
- 2 novembre : des responsables politiques des partis associés au SED démissionnent[27].

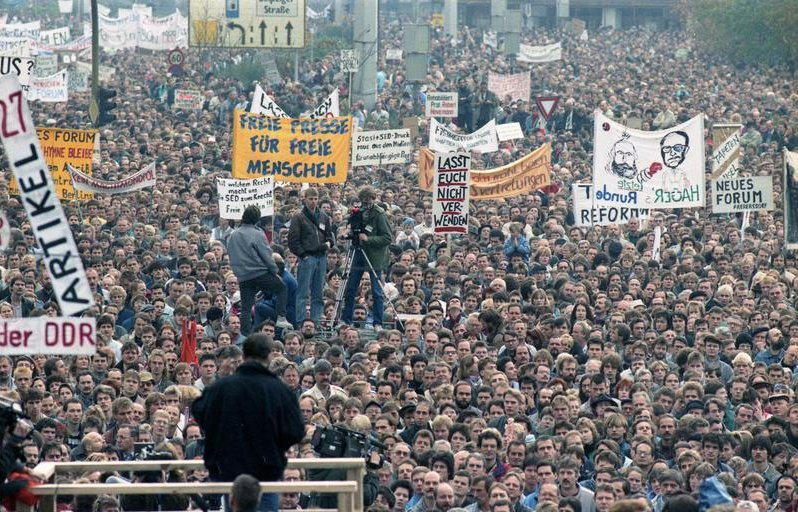
Manifestations le 4 novembre 1989 à Berlin-Est.

- 3 novembre : dans un discours à la télévision et à la radio, Egon Krenz affirme la volonté du SED de mener à bien les réformes, promet la publication rapide du projet de loi sur les voyages et annonce la démission de cinq membres conservateurs du Politburo parmi lesquels Erich Mielke, chargé du ministère de la Sécurité d'État, la Stasi[27].
- 4 novembre : sur l'Alexanderplatz à Berlin-Est, 250 000 à 500 000 personnes manifestent en appelant à la liberté d'expression, à une presse libre et à la liberté de réunion. La police (Volkspolizei) n'intervient pas, mais des unités de l'armée (Nationale Volksarmee) sont positionnées près de la porte de Brandebourg pour empêcher toute tentative de franchissement du Mur. Depuis le palais de la République, Günter Schabowski — l'un des rares membres du Politburo à avoir dialogué avec la population ces derniers jours — tente de s'adresser à la foule sous les huées[45]. D'importantes manifestations ont aussi lieu dans une quarantaine de villes de la RDA[27].
- 7 novembre : le Premier ministre[e] de RDA, Willi Stoph, et son gouvernement démissionnent en bloc[27]. Le même jour, la RFA fait savoir à la RDA que son aide ne peut être envisagée que si Egon Krenz déclare publiquement que la RDA est prête « à garantir que la formation de groupes d'opposition sera autorisée et à affirmer qu'elle tiendra des élections libres »[27].

## Journées du 8 au 11 novembre

### Mercredi 8 novembre
Les autorités de RDA sont désemparées ou démissionnaires. Les derniers organes encore en possibilité de prendre des décisions sont le Comité central et le Bureau politique (Politburo), organe de décision restreint du Parti socialiste unifié (SED), qui entrent en réunion le 8 novembre pour une session de trois jours sous la direction d'Egon Krenz. La réunion commence par un renouvellement majeur de la composition du Politburo du SED (de) : douze membres en partent, quatre y font leur entrée dont Hans Modrow, chef du district SED de Dresde sur lequel le parti fonde tous ses espoirs, désigné pour succéder à Willi Stoph.
Le discours prononcé par Egon Krenz devant le comité central du SED souligne que : « le tournant (die Wende) [doit] créer des conditions telles pour le renouvellement du socialisme que le retour aux temps passés ne soit plus possible » et que « sans sous-estimer l'influence de l'adversaire, nous devons reconnaitre que les véritables causes de cette émigration douloureuse pour notre société sont à chercher chez nous ». Il poursuit en annonçant qu'une nouvelle loi électorale devra être adoptée « garantissant un vote libre, général, démocratique et secret, soumis au contrôle public à tous les niveaux » et que le mouvement civique « Neues Forum » et d'autres sont finalement autorisés,,,.

### Jeudi 9 novembre

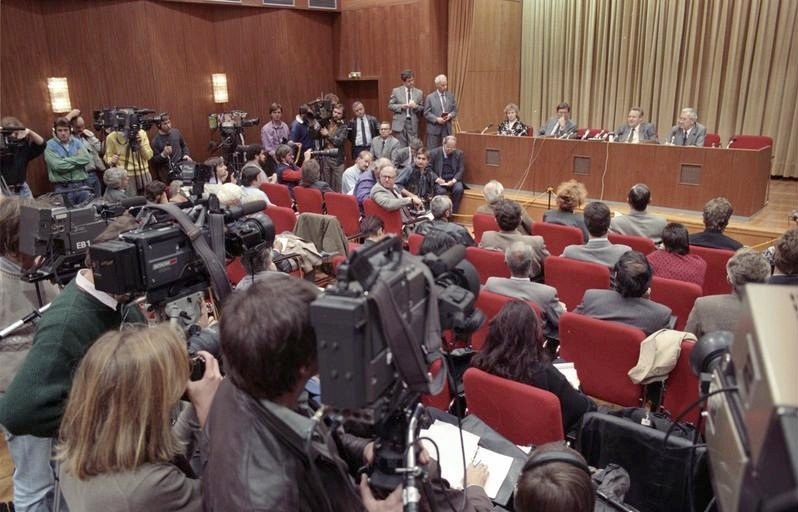
Conférence de presse de Günter Schabowski le 9 vers.

La RDA subit une très forte pression de la part de la Tchécoslovaquie qui refuse que l'exode massif de citoyens est-allemands se poursuive via son territoire, et qui lui demande donc d'autoriser ses ressortissants à se rendre directement en RFA sans passer par un pays tiers. Aussi Egon Krenz met-il à l'ordre du jour de la réunion un projet de décret relatif à de nouvelles règles de sortie du territoire est-allemand.
Ce projet ainsi que le communiqué de presse sont examinés le 9 novembre après-midi. Ils sont approuvés, avec une modification importante qui consiste à retirer du titre de ces documents la mention « validité temporaire » et à préciser que leurs dispositions seront valides jusqu'au vote par le Parlement (Volkskammer) d'une loi définitive.
Dans la foulée, une conférence de presse est tenue par Günter Schabowski, secrétaire du Comité central chargé des médias en RDA, membre du bureau politique du SED, retransmise en direct par la télévision du centre de presse de Berlin-Est, à une heure de grande écoute. À 18 h 57, alors que la conférence tire à sa fin, Schabowski est déstabilisé par la question du journaliste italien Riccardo Ehrman qui lui demande si cela n'avait pas été une erreur de présenter il y a quelques jours « ce projet de règlement sur les voyages ? ». Semblant peu sûr de lui, Schabowski lit de manière plutôt détachée une décision du conseil des ministres sur une nouvelle réglementation des voyages, dont il s'avère plus tard qu'elle n'était pas encore définitivement approuvée, ou, selon d'autres sources, ne devait être communiquée à la presse qu'à partir de 4 h le lendemain matin, le temps d'informer les organismes concernés. Présents sur le podium à côté de Schabowski : les membres du comité central du SED : Helga Labs, Gerhard Beil et Manfred Banaschak.
« 
Schabowski lit un projet de décision du conseil des ministres qu'on a placé devant lui : « Les voyages privés vers l'étranger peuvent être autorisés sans présentation de justificatifs — motif du voyage ou lien de famille. Les autorisations seront délivrées sans retard. Une circulaire en ce sens va être bientôt diffusée. Les départements de la police populaire responsables des visas et de l'enregistrement du domicile sont mandatés pour accorder sans délai des autorisations permanentes de voyage, sans que les conditions actuellement en vigueur n'aient à être remplies. Les voyages y compris à durée permanente peuvent se faire à tout poste-frontière avec la RFA. »
Question d'un journaliste : « Quand ceci entre-t-il en vigueur ? »
Schabowski, feuilletant ses notes : « Autant que je sache — immédiatement. »,
 »

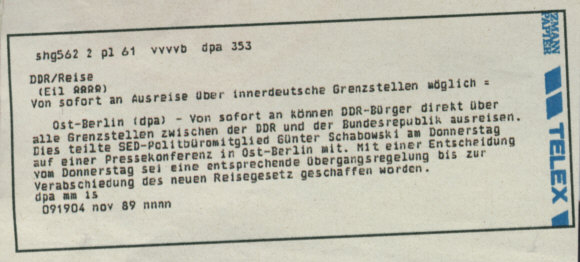
Dépêche d'agence annonçant peu après la liberté de voyager vers l'Ouest.

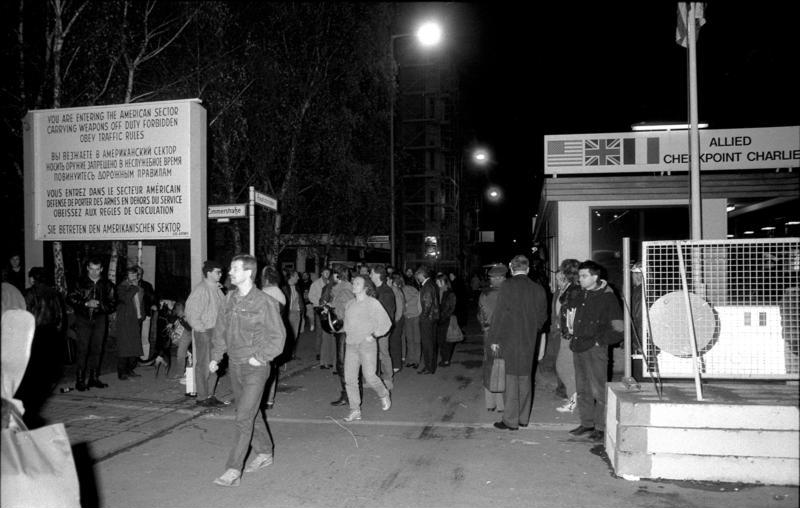
Berlin, Checkpoint Charlie, la nuit du 9 au 10 novembre.

Les évènements s'enchaînent alors très rapidement, sans qu'à aucun moment les autorités politiques ou militaires de la RDA n'interviennent publiquement ou ne donnent d'instruction aux unités sur le terrain,, :
- 19 h 5 : L'agence Associated Press publie, la première, un flash dans lequel il est écrit : « Selon les déclarations de Günter Schabowski, membre du SED au Politburo, la RDA ouvre ses frontières. Ceci est un règlement transitoire dans l'attente d'une loi sur les voyages ». Entre 19 h et 20 h 30, toutes les radios et les télévisions rapportent la nouvelle.
- 21 h 30 : Entre 500 et 1 000 Berlinois de l'Est se sont rassemblés au point de passage du Mur à Bornholmer Straße.
- 22 h : Egon Krenz est informé de la situation.
- 22 h 42 : un présentateur de l'ARD, la télévision publique de la RFA, annonce : « il faut être prudent avec les superlatifs, ils ont tendance à s'user rapidement. Mais ce soir, il est permis d'en prendre le risque : ce 9 novembre est un jour historique : la RDA a annoncé que ses frontières sont désormais ouvertes à tous ; les portes du mur sont grandes ouvertes ». Après cette annonce, la foule devient de plus en plus considérable aux points de passage. Un reportage d'une autre chaîne montre qu'en réalité le Mur est encore fermé.
- 23 h 30 : la situation devient critique, les gardes-frontières ne peuvent plus contenir la foule amassée Bornholmer Straße, le lieutenant-colonel Harald Jäger donne l'ordre d'ouvrir le point de contrôle ; dans la demi-heure qui suit, tous les autres points de passage sont ouverts.

Des milliers de Berlinois franchissent le Mur, à pied ou en voiture, une grande fête spontanée éclot sur le Kurfürstendamm. De nombreux habitants de Berlin-Ouest escaladent le Mur et se massent autour de la porte de Brandebourg.
Dans la soirée, l'annonce par la RDA de l'ouverture de la frontière inter-allemande a été accueillie par un tonnerre d'applaudissements au Bundestag qui interrompt son débat pour se consacrer à l'examen de la décision est-allemande.

### Vendredi 10 novembre

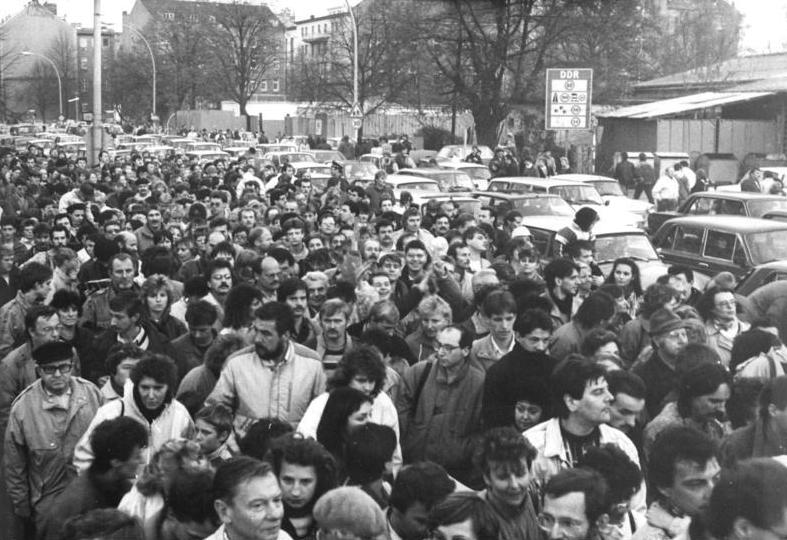
Le 10 novembre, des milliers de Berlinois de l'Est franchissent le point de passage d'Invalidenstraße.

En début de matinée, les autorités est-allemandes espèrent encore reprendre le contrôle de la situation, du moins Egon Krenz l'affirme-t-il dans un télégramme qu'il adresse à Gorbatchev. Les réunions du Comité central et du Bureau politique du SED reprennent. L'idée de fermer les frontières et de faire intervenir l'armée est vite rejetée, cependant certaines unités de l'armée sont mises en alerte. Egon Krenz déclare que « la panique et le chaos se répandent », puis met fin vers 13 h aux débats houleux qui n'ont pas permis de prendre de décision, afin de permettre aux dirigeants de se rendre mieux compte sur place de la situation.
La foule est trop nombreuse pour que les gardes-frontières puissent rétablir des formalités de passage, comme l'avait annoncé la radio d'État de la RDA. Les citoyens de la RDA sont accueillis à bras ouverts par la population de Berlin-Ouest. Des milliers de Berlinois se pressent porte de Brandebourg, lieu symbolique de la ville par excellence.
Le chancelier ouest-allemand Helmut Kohl interrompt son déplacement en Pologne et se rend à Berlin-Ouest. Dans l'après-midi, vers 17 h, il prononce un discours à la mairie de Schöneberg devant 20 000 à 40 000 personnes dans lequel il met l'accent sur l'unité de la nation allemande mais appelle aussi au calme. À Berlin-Est, Egon Krenz de son côté participe vers 18 h à un meeting organisé par le SED au cours duquel il promeut le plan d'actions du Parti.
Vers 19 h, un briefing a lieu à l'ambassade soviétique à Berlin-Est. Conformément aux instructions de Moscou, le général Snetkov, commandant en chef du Groupement des forces armées soviétiques en Allemagne de l'Est, ordonne à ses forces, environ 350 000 hommes, de rester dans leurs casernes.
Dans la nuit, l'atmosphère bon enfant cède la place, en plusieurs endroits, aux premières actions de saccage et de percement du mur à l'aide de masses, porte de Brandebourg et près de la place de Potsdam. La nervosité des gardes-frontières augmente. Des unités de l'armée (NVA) restent en alerte et les fonctionnaires de la Stasi doivent rester dans leurs bureaux.

### Samedi 11 novembre
En début de matinée, porte de Brandebourg, un premier segment de mur bordant le mur antichar situé au sud est en voie de destruction, ouvrant une première brèche dans le Mur. De nouveaux points de passage sont ouverts par la population. Plus d'un million d'Allemands de l'Est les franchissent pour se rendre à Berlin-Ouest. Des queues se forment devant les guichets de banque qui remettent 100 Deutsche Mark, qualifiés « d'argent de bienvenue ». Les images du violoncelliste Mstislav Rostropovitch jouant Bach devant le Mur font le tour du monde.

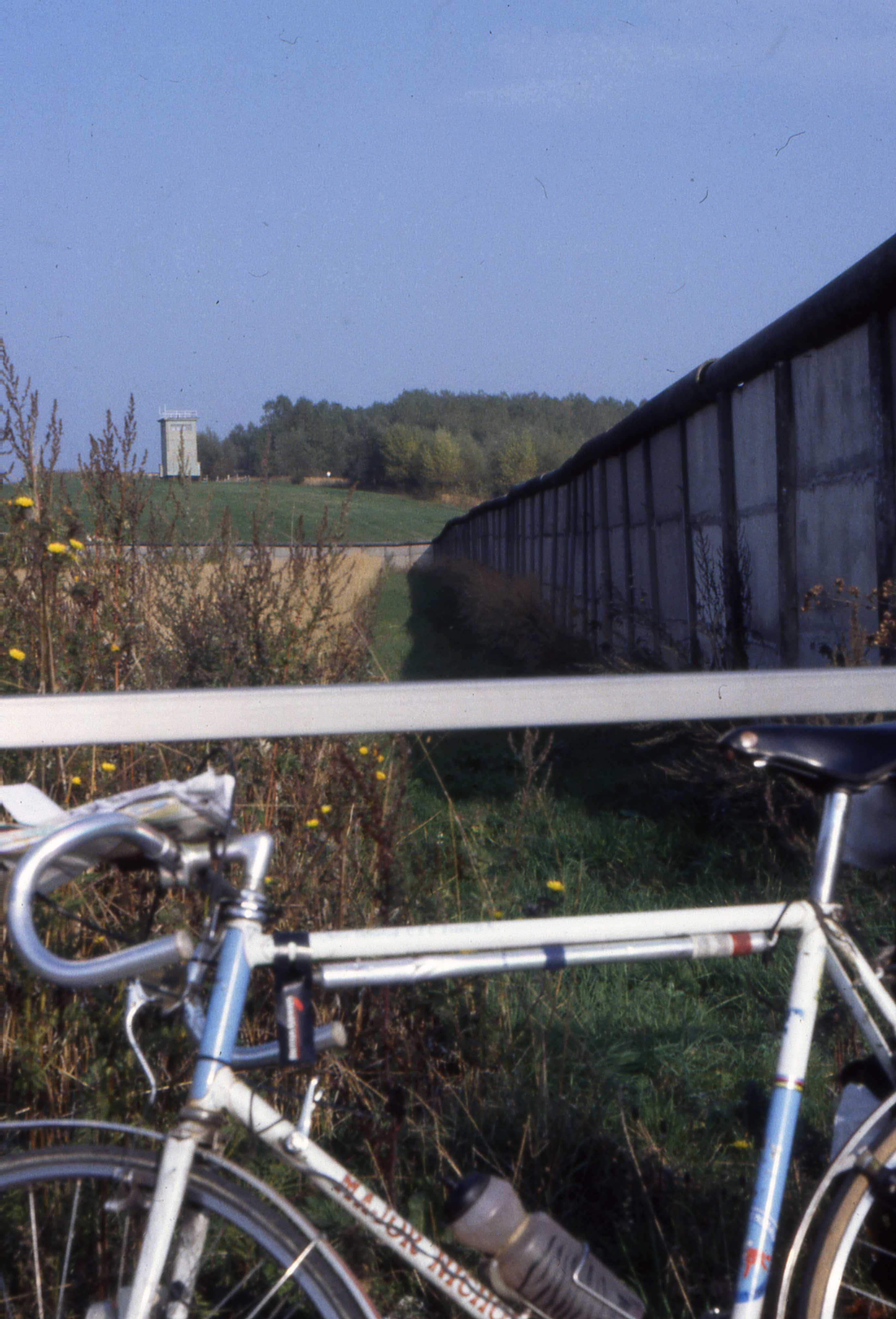
Section conservée du mur de la frontière interallemande près de Magdebourg, 1995.

Des réunions des comités du SED aux ministères de la Stasi et de la Défense se tiennent dans la matinée. Soupesant la possibilité d'une intervention des forces armées porte de Brandebourg, le ministre de la Défense interroge ses subordonnés qui l'en dissuadent.
Helmut Kohl appelle Egon Krenz en milieu de matinée. Kohl dit accueillir positivement les évènements récents, mais demeure prudent sur leurs développements futurs. Egon Krenz confirme sa volonté de rendre plus facile les déplacements des Allemands de l'Est, puis ajoute : « Mais rendre la frontière plus perméable ne veut pas dire la briser. Je vous serais donc très reconnaissant si vous pouviez jouer un rôle apaisant à cet égard ». Plus explicitement encore, Egon Krenz poursuit en affirmant que « la réunification de l'Allemagne n'est pour l'instant pas à l'ordre du jour », ce à quoi Kohl lui répond que la constitution de la RFA prévoit le droit à l'autodétermination du peuple allemand, mais ajoute que pour le moment il s'agit d'établir des « relations raisonnables ».
En début d'après-midi, la situation revient à la normale porte de Brandebourg, où les gardes-frontières de la RDA reprennent possession du Mur avec l'aide de la police de Berlin-Ouest. Un peu plus tard, les autorités de la RDA mettent fin à l'état d'alerte d'unités de l'armée et de la Stasi.
Alors que les yeux du monde sont tournés sur le Mauerfall (chute du Mur) à Berlin, un processus simultané, la Grenzöffnung (ouverture de la frontière) a lieu sur l'ensemble de la frontière interallemande. Durant les premiers jours, 4,3 millions d'Allemands de l'Est, soit un quart de la population, se rendent en Allemagne de l'Ouest.

## Suite des évènements en novembre et décembre en RDA
Durant les semaines suivantes, les manifestations de rue se poursuivent pour demander l’accélération des réformes et l’élimination de la Stasi. À partir du 20 novembre, des slogans en faveur de la réunification apparaissent.
Sur le plan politique, en quelques semaines le SED doit renoncer au pouvoir absolu et mettre au centre du débat l'avenir des relations avec la RFA :
- 13 novembre : lors d'une session de la Chambre du peuple (Volkskammer), les quatre partis inféodés au SED avec lequel ils forment le Front national de la RDA, se désolidarisent du SED, demandent que le rôle dirigeant du SED soit supprimé de la constitution, demandent l'organisation d'élections libres, et élisent le réformateur Hans Modrow Premier ministre[e],[27].
- 17 novembre : Hans Modrow constitue son gouvernement, dont neuf de ses vingt-huit membres figuraient déjà dans le précédent gouvernement. Dans le discours de politique générale qu'il prononce devant la Chambre du peuple (Volkskammer). Il met en avant l'idée de bâtir une Union par traité (Vertragsgemeinschaft) avec la RFA, bien plus ambitieuse que le Traité fondamental (Grundlagenvertrag) de 1972[27].

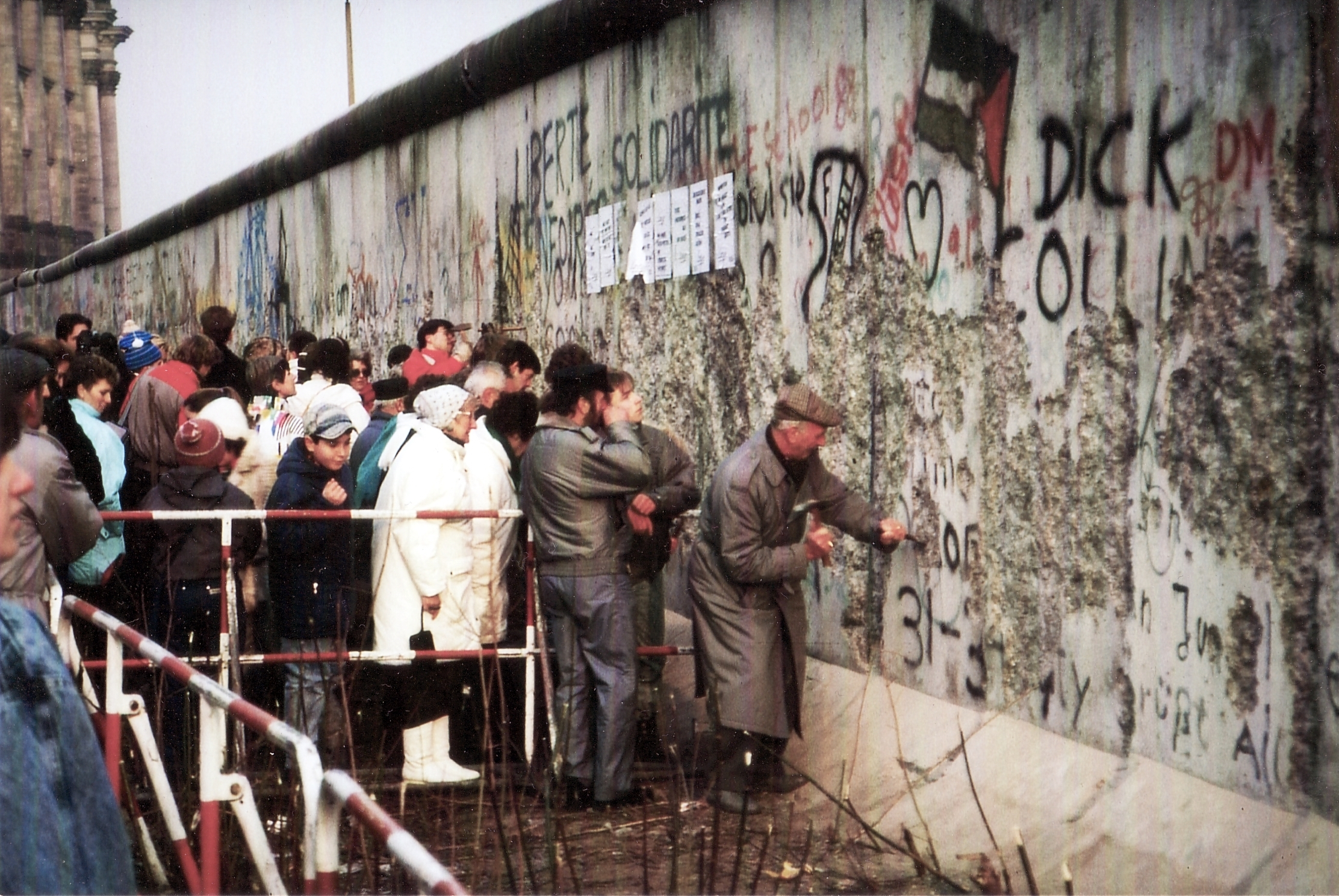
Près du Reichstag en décembre, récupération de morceaux du Mur.

- 1er décembre : la Chambre du peuple abolit l'article 1 de la constitution de la RDA qui garantissait le contrôle sur le pays du SED[g].
- 3 décembre : Egon Krenz démissionne de son poste de Secrétaire général du SED, avec la totalité de la direction du SED.
- 7 décembre : première réunion d'une « Table ronde » à laquelle participent 14 organisations politiques, annonce de la tenue d'élections libres multipartites en mai 1990 et de la dissolution de la Stasi.
- 16 décembre : le SED, réuni en congrès, s'auto-dissout et devient le Parti du socialisme démocratique (SED-PDS).
- 19 décembre : Helmut Kohl se rend en RDA pour rencontrer Modrow, il est accueilli avec enthousiasme par la foule[63].
- 22 décembre : Kohl et Modrow ouvrent symboliquement un point de passage porte de Brandebourg, où le mur a été entretemps détruit et dont les morceaux se vendent comme cadeau de Noël dans le monde entier.
- 24 décembre : une totale liberté de circulation est assurée entre les deux Allemagnes[21].

Fin 1989, le régime communiste en RDA s'est effondré, comme dans les autres pays d'Europe de l'Est. Les élections législatives libres en RDA, initialement prévues en mai, sont avancées au 18 mars 1990. Le principal parti de droite, la CDU, remporte les élections et forme un gouvernement de coalition dirigé par Lothar de Maizière qui mène avec Kohl les négociations qui aboutissent à la réunification allemande le 3 octobre 1990.

## Couverture médiatique

### Les «Une» des médias
L'ouverture du Mur le 9 novembre mobilise le soir même et les jours suivants les médias du monde entier.
Anticipant quelque peu la réalité des faits sur place à Berlin, Christine Ockrent ouvre le JT de 20 h d'Antenne 2 par ces mots : « Retenons bien cette date, le mur de Berlin est toujours là, mais d'une certaine manière il n'existe plus, le rideau de fer a été aujourd'hui effacé par la pression d'un peuple sur un régime à bout de forces. Le gouvernement est-allemand a annoncé ce soir l'ouverture immédiate de la frontière inter-allemande pour les candidats à l'émigration. ».
Tous les quotidiens parisiens du 10 novembre font passer le Mur à leur Une. « La fin du mur », titre le Parisien en soulignant qu' « un symbole s'effondre avec la décision d'Egon Krez d'ouvrir le libre passage aux Allemands de l'Est entre la RDA et la RFA ».Une grande photo symbolise ce vestige de la guerre froide. Pour le Quotidien de Paris, déjà, « il n'y a plus de mur ». Le Figaro considère, pour sa part, que « le mur tombe » et Franz-Olivier Giesbert estime qu'il est « des moments où l'Histoire s'emballe ».
En Allemagne, le journal berlinois B.Z. du groupe Axel Springer publie une « Une » percutante avec deux titres : « Le mur est parti ! », « Berlin est de nouveau Berlin ! », et Bild titre « L'Allemagne s'embrasse. Unité et droit et liberté ». Plus sobrement, la plupart des journaux allemands titrent : « La RDA ouvre sa frontière ».
Aux États-Unis, le NY Times titre en pleine page « L'Allemagne de l'Est ouvre sa frontière vers l'Ouest pour l'émigration et les voyages ; des milliers la franchissent ». La couverture du magazine Time montre une photo prise porte de Brandebourg, surtitre du seul mot « Liberté ! ».

### Les premières analyses
Les éditoriaux publiés les jours suivants hésitent entre l'enthousiasme et le questionnement sur la suite des évènements. Pour Le Monde, le mur était « le symbole du partage du monde en deux camps » et son ouverture est un « événement qui sonne le glas d'un ordre issu de la deuxième guerre mondiale ». L'ordre établi à la fin des années 1940 était « accepté par tous les dirigeants occidentaux, au nom de la sacro-sainte stabilité et de la paix, c'est-à-dire de la crainte de voir un conflit dégénérer en guerre nucléaire. Les Allemands de l'Est s'en souviennent depuis 1953, les Hongrois depuis 1956 et les Tchécoslovaques depuis 1968 ». Concernant le futur, le quotidien souligne que « les interrogations sont formidables et divisent tous les camps. Il faut, cependant, oser les formuler publiquement. Oui, le spectre d'une Allemagne réunifiée sous une forme encore imprévisible inquiète beaucoup de monde ».
Dans Le Figaro, Alain Peyrefitte s'inquiète de la puissance retrouvée d'une Allemagne réunifiée, rompant l'équilibre qui s'était créé entre la France et l'Allemagne dès les débuts de la construction européenne. Pour Philippe Tesson, dans le Quotidien de Paris, « à quelques centaines de kilomètres de nous, l'Histoire est en liberté. Elle n'obéit plus à la loi des gouvernants, mais aux pulsions des peuples, elle n'est plus maitrisée, elle vagabonde, selon un mouvement accéléré et incertain qui se nourrit de ses avancées successives ». En revanche, Michel Schifres dans France-Soir, souligne que l'Histoire est tragique, quelques inquiétudes se mêlent à la joie, sachons que tout n'est pas réglé par un mur abattu et qu'on n'a pas changé totalement d'univers.

## Retentissement international et conséquences sur la question allemande
Les évènements du 9 novembre prennent le monde par surprise. Dans les heures et jours qui suivent immédiatement la chute du Mur, des échanges ont lieu sur la « question allemande » entre les dirigeants des quatre puissances garantes du statut de l'Allemagne tel qu'établi à Potsdam. Ces échanges témoignent d'une attitude prudente à l'Ouest et de la réaffirmation par les Soviétiques que le statu quo relatif à l'existence de deux États allemands doit être préservé. Mais la dynamique créée par la chute du Mur est trop forte. Moins de trois semaines plus tard, l'annonce par le chancelier allemand Helmut Kohl de son plan en dix points en vue de la réunification de l'Allemagne bouleverse la donne et provoque la colère de Mikhaïl Gorbatchev.

### Réactions soviétiques
M. Gorbatchev saisit immédiatement les risques que l'ouverture du Mur font peser sur l'existence même de la RDA.
Il adresse le 10 novembre à Helmut Kohl un message dans lequel il lui demande de s'abstenir de tout propos susceptible d'encourager le déni de l'existence de deux États allemands et de déstabiliser le processus de démocratisation et de transformation de la société est-allemande, au risque que se développe une situation chaotique aux conséquences imprévisibles. Il adresse le même jour un message à François Mitterrand, Margaret Thatcher et George H. W. Bush pour leur faire part du contenu du message envoyé à Kohl et insister encore davantage sur les risques de déstabilisation en Europe centrale.

### Réactions occidentales
Helmut Kohl et George H. W. Bush ont une conversation téléphonique dans l'après-midi du 10 novembre, au cours de laquelle le chancelier allemand évoque l'atmosphère de fête qui règne à Berlin mais aussi le calme et la retenue des manifestants, ainsi que le problème qui se poserait à la RDA en cas d'immigration massive de ses ressortissants, et fait part de ses doutes sur la capacité d'Egon Krenz de mener à bien toutes les réformes nécessaires de la RDA. Il ne fait pas mention de la réunification de l'Allemagne.
En déplacement à Copenhague le 10 novembre, Mitterrand tient une conférence de presse où il est interrogé sur les évènements en Allemagne. Il répond que ce sont « des évènements heureux, puisqu'ils marquent un progrès de la liberté en Europe […] d'une très grande importance », tout en répétant ne pas craindre une réunification dont l'éventualité lui paraît lointaine,,.
Le 14 novembre Mikhaïl Gorbatchev s'entretient téléphoniquement avec François Mitterrand qui expose la position française en ces termes : « Nous aimerions éviter tout type de perturbation. Nous nous rendons compte qu'il est nécessaire de prendre en compte les sentiments réels qui existent parmi les habitants de l'Allemagne de l'Ouest et de l'Est. En même temps, je ne pense pas que la question de la modification des frontières puisse être posée de manière réaliste maintenant - du moins pas avant un certain temps. ».

### Programme en dix points de Kohl du 28 novembre en vue de la réunification allemande
Novembre s'achève par un dernier évènement qui prend tout le monde de court. Devant le Bundestag allemand, le 28 novembre 1989, Helmut Kohl présente un ambitieux programme en dix points (de) en vue de la réunification de l'Allemagne, le règlement définitif de la question allemande en suspens depuis 1945 et l'établissement d'un nouvel ordre européen stable et démocratique. Le plan de Kohl crée la surprise aussi bien en RFA où les autres partis politiques n'ont pas été prévenus, que chez les Alliés occidentaux et les Soviétiques, qui n'ont dès lors plus d'autre choix que d'accompagner le processus d'une réunification devenue inéluctable à court terme.
Interrogé le lendemain, François Mitterrand rappelle que le « déroulement des événements qui occupent l'Allemagne de l'Est et l'Allemagne tout entière aujourd'hui, devait nécessairement être démocratique et pacifique » et ajoute que le contenu du plan présenté par Kohl ne le « choque aucunement ».
Le 5 décembre, au cours d'un échange téléphonique avec Hans-Dietrich Genscher, le ministre des Affaires étrangères de la RFA, Gorbatchev exprime sa colère au sujet de ce programme qu'il qualifie d'ultimatum et s'estime trahi par Kohl qui l'avait assuré que la RFA ne ferait rien qui puisse déstabiliser la RDA.
Mais le processus de réunification est lancé et va s'accélérer dès lors que Kohl peut annoncer le 10 février 1990, à l'issue de sa rencontre avec Gorbatchev, que la voie est libre pour l'unité allemande. Kohl déclare devant les journalistes que « Le secrétaire général Mikhaïl Gorbatchev et moi-même sommes d'accord pour estimer qu'il appartient au seul peuple allemand de décider s'il veut cohabiter au sein d'un seul et même État » et ajoute qu'il « m'a fait comprendre sans ambiguïté que l'Union soviétique respectera la décision des Allemands de vivre dans un seul État, et que c'est l'affaire des Allemands de déterminer le moment et le chemin de l'unification ». La réunification sera effective le 3 octobre 1990.

### Accélération de l'histoire mondiale
Depuis son arrivée au pouvoir en 1985, Gorbatchev a certes relancé la détente en Europe et les négociations sur le désarmement nucléaire et conventionnel, mais la chute du Mur précipite la fin de la guerre froide et de la scission de l'Europe entre l'Est et l'Ouest. Les dirigeants des quatre grandes puissances ex-Alliés de la Seconde Guerre mondiale et les dirigeants des pays membres de la CEE vont dans les semaines qui suivent la chute du Mur, prendre des décisions d'une importance capitale pour l'avenir de l'Europe et de l'ordre international :

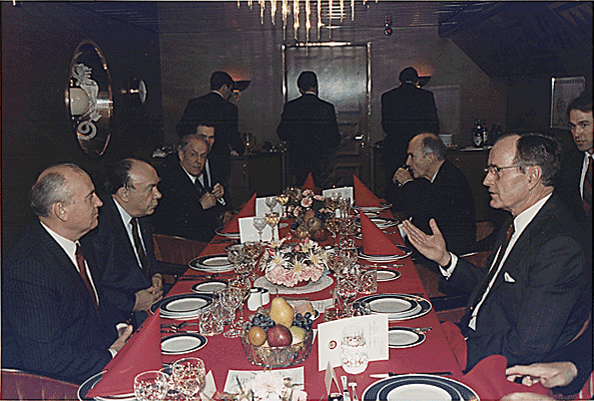
Bush et Gorbatchev à Malte en 1989.

- 18 novembre : sommet informel des Douze de la CEE à l’Élysée., où comme le voulait François Mitterrand, la question de la réunification allemande n'est pas officiellement à l'ordre du jour. Le président français estime qu'il faut rendre irréversible le processus de démocratisation à l'Est et aider rapidement la Hongrie, la Pologne et la RDA, mais qu'il ne faut ni soulever la question des frontières, ni déstabiliser Gorbatchev. Seule Margaret Thatcher aborde de front la question en se prononçant contre « toute tentative de parler soit de changements de frontières, soit de réunification allemande » qui nuirait à Gorbatchev[77],[83].
- 1er et 2 décembre : sommet de Malte entre Bush et Gorbatchev, souvent considéré comme mettant fin à la guerre froide, où Bush n'exprime pas de position tranchée concernant le plan en dix points de Kohl, s'engage à ne pas brusquer les choses, tandis que Gorbatchev rappelle que l'existence de deux États allemands est une décision de l'histoire et s'efforce de replacer la question de la réunification allemande dans le contexte plus large de l'avenir de l'Europe[84],[77].
- 4 décembre : sommet extraordinaire de l’OTAN à Bruxelles, au cours duquel le président Bush tient des consultations avec les dirigeants de l’Alliance atlantique au lendemain de ses deux jours d'entretien avec Gorbatchev. Les alliés occidentaux réaffirment leur attachement à l'OTAN, le nécessaire respect des frontières actuelles[h], et le fait que la réunification doit se faire dans la poursuite des engagements de l'Allemagne envers l'OTAN et envers une Communauté européenne de plus en plus intégrée[85],[86],[87].
- 6 décembre : en réunion avec François Mitterrand à Kiev, Gorbatchev, toujours irrité par le plan en dix points de Kohl, affirme cependant « Nous allons poursuivre la politique de changement pacifique. Laissons chaque pays déterminer lui-même sa direction. Nous sommes convaincus qu’il ne doit y avoir aucune ingérence extérieure et que la volonté des peuples ne doit pas être déformée. ». Mitterrand réaffirme que l'unification de l'Allemagne est légitime mais qu'elle ne doit pas remettre en cause la ligne Oder-Neisse et doit s'inscrire dans l'émergence de structures pan-européennes au niveau Est-Ouest[88],[89].
- 8 et 9 décembre : Conseil européen de Strasbourg, qui se conclut par un double accord décisif pour l'avenir de l'Europe, portant à la fois sur la réalisation de l’Union Économique et Monétaire et le règlement de la question allemande dans les termes toutefois prudents de la Déclaration sur l'Europe centrale et orientale[90].
- 13 décembre : le secrétaire d'État des États-Unis, James Baker, présente à Berlin-Ouest, avant de se rendre en RDA, le plan en quatre points de l'Administration américaine concernant l'avenir de l'Allemagne. Ce plan soutient la réunification de l'Allemagne, dès lors qu'elle se réalise dans le cadre de l'approfondissement de la Communauté européenne, et du respect des engagements de l'Allemagne dans l'OTAN[91].
- 16 décembre : sommet de Saint-Martin entre Bush et Mitterrand, qui permet au président français de redire qu'on « doit traiter le problème allemand en particulier et celui de l'Europe de l'Est sur un rythme qui doit être harmonieux avec celui de la construction européenne », et d'acquiescer, bien qu'avec certaines réticences, à la pérennisation de l'Alliance atlantique[92].
- 19 décembre : Kohl se rend à Dresde, où il reçoit un accueil enthousiaste de dizaines de milliers d'Allemands de l'Est. Dans un discours improvisé devant la foule, il parle d'élections libres et d'une confédération allemande, mais surtout il dit que son objectif ultime est l'unité de la nation[63].

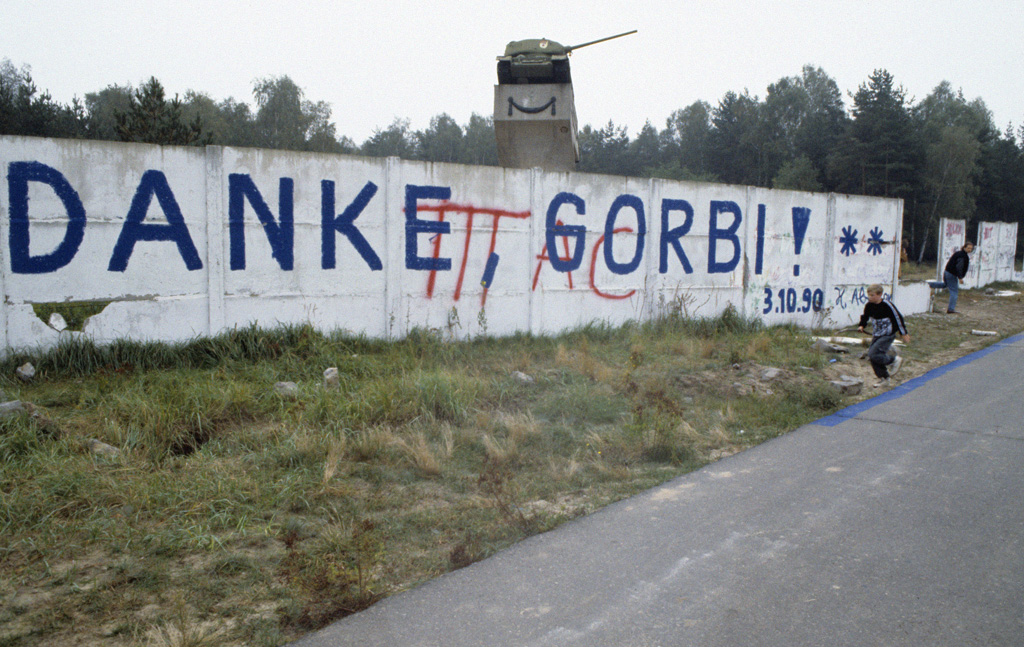
Inscription « Merci Gorbatchev » sur un reste du Mur, datée du jour de la réunification.

Novembre et décembre 1989 sont une période particulièrement dense de l'histoire. En moins de deux mois, l'irréversibilité du processus d'unification allemande, encore hypothétique la veille de la chute du Mur, est devenue une certitude à la fin de l'année.

## Commémoration
Le 9 novembre est un temps évoqué pour devenir la nouvelle fête nationale de l'Allemagne, d'autant qu'elle célèbre également la proclamation de la république de Weimar en 1918, dans le cadre de la révolution allemande. Toutefois, c'est aussi la date anniversaire du putsch de la Brasserie mené par Adolf Hitler à Munich en 1923, ainsi que celle de la nuit de Cristal, le pogrom antijuif commis par les nazis en 1938. Le 3 octobre, jour de la réunification des deux Allemagne, lui est donc finalement préféré.